# Tsjara (plaats)
Tsjara (Russisch: Чара) is een selo (dorp) in het district Kalar van de Russische kraj Transbaikal. De plaats telde bijna 2000 inwoners bij de volkstelling van 2010.
Tsjara vormt samen met het dorp Kjoest-Kemda (en tot het in 2005 werd opgeheven ook het geologendorp Katoegino) een selskoje poselenieje en vormde tot 2020 ook het bestuurlijk centrum van het district, waarna deze status aan de plaats Novaja Tsjara ("Nieuw-Tsjara") werd toegekend.

## Geografie
Tsjara ligt in de Tsjaralaagte op een hoogte van ongeveer 700 meter en op de linkeroever van de gelijknamige rivier. De plaats ligt op 690 kilometer ten noordoosten van het regionale centrum, de stad Tsjita en op 17 kilometer ten noorden van het Station Novaja Tsjara aan de Spoorlijn Baikal-Amoer. Tsjara is via een weg verbonden met Novaja Tsjara, waarbij een brug voert over de 150 meter brede Tsjararivier nabij Novaja Tsjara. Aan de andere zijde van Tsjara voert de weg naar het dorp Kjoest-Kemda en naar diverse ertslagen in de bergketen Kodar. Aan noordzijde van het dorp ligt de Luchthaven Tsjara. Tsjara is een typisch Siberisch dorp met veel houten huizen en geen betonnen plattenbau, zoals in het nabijgelegen later gebouwde Novaja Tsjara.
9 kilometer ten zuidwesten van het dorp liggen de Tsjarazanden.
20 kilometer ten westen liggen de resten van het Borlag-kamp Sinilga waar in het diepste geheim door dwangarbeiders uranium werd gewonnen in de Mramornymijn voor de uraniumverrijkingsfabriek bij Majak (Tsjeljabinsk-40). Omdat er slechts weinig uranium gevonden werd, werd het complex al in 1951 weer gesloten.

### Klimaat
Tsjara ligt in een gebied met een streng subarctisch klimaat met lange koude winters en warme milde zomers. De winterperiode duurt er ruim 7,5 maanden en de gemiddelde jaartemperatuur ligt op -6,9 °C, waarbij de laagste temperatuur die er is gemeten -56,2 °C bedroeg. De gemiddelde temperatuur varieert van -32,2 °C in januari tot +16,5 °C in juli. De gemiddelde jaarlijkse neerslag bedraagt 370 mm en valt vooral in de zomer. Van oktober tot maart ligt er ruim een halve meter sneeuw. De luchtvochtigheid varieert van 79% in december tot 58% in mei.
| Maand                                                    | jan   | feb   | mrt   | apr   | mei   | jun  | jul  | aug  | sep   | okt   | nov   | dec   | Jaar  |
| -------------------------------------------------------- | ----- | ----- | ----- | ----- | ----- | ---- | ---- | ---- | ----- | ----- | ----- | ----- | ----- |
| Hoogste maximum (°C)                                     | −3,2  | −4,2  | 10,0  | 21,1  | 28,2  | 35,0 | 34,5 | 33,8 | 27,4  | 19,3  | 7,5   | 0,6   | 35    |
| Gemiddeld maximum (°C)                                   | −25,4 | −17,3 | −7,3  | 2,9   | 12,0  | 20,9 | 23,5 | 20,6 | 11,7  | 0,6   | −14,0 | −24,6 | 0,4   |
| Gemiddelde temperatuur (°C)                              | −32,4 | −27,2 | −16,9 | −3,7  | 5,6   | 13,7 | 16,5 | 13,3 | 5,2   | −5,8  | −20,9 | −30,4 | −6,8  |
| Gemiddeld minimum (°C)                                   | −38,2 | −35,5 | −27,0 | −11,0 | −1,1  | 6,4  | 9,6  | 6,9  | −0,5  | −11,4 | −26,5 | −35,3 | −13,5 |
| Laagste minimum (°C)                                     | −54,4 | −56,2 | −48,7 | −36,8 | −18,7 | −6,2 | −2,5 | −5,3 | −17,9 | −35,5 | −47,5 | −53,8 | −56,2 |
|                                                          |       |       |       |       |       |      |      |      |       |       |       |       |       |
| Neerslag (mm)                                            | 3     | 3     | 3     | 14    | 43    | 70   | 76   | 84   | 48    | 15    | 7     | 4     | 370   |
| Zonuren (uur/dag)                                        | 2,5   | 5,1   | 6,7   | 7,7   | 7,9   | 8,3  | 8,0  | 6,9  | 5,4   | 4,8   | 3,3   | 1,9   | 5,7   |
| Relatieve luchtvochtigheid (%)                           | 78    | 72    | 66    | 59    | 58    | 65   | 71   | 75   | 72    | 72    | 77    | 79    | 70,3  |
| Bron: (ru) Weer en klimaat en (en) Hong Kong Observatory |       |       |       |       |       |      |      |      |       |       |       |       |       |

## Geschiedenis
Het dorp werd tegen het eind van de jaren 1920 gesticht in verband met het verplaatsen van het bestuurlijk centrum van het district Kalar van het nationaal district Vitim-Oljokma, dat daarvoor van 1920 tot 1932 in de winternederzetting Kitemjachta (bij de goudmijn '11 let Oktjabrja') was gevestigd en vervolgens nog een jaar in het dorp Kjoest-Kemda, waarna het in april 1932 in Tsjara gevestigd werd. Als locatie voor Tsjara werd het midden van het district gekozen, op een gunstige droge zanderige locatie aan de Tsjararivier in de Tsjaralaagte om zo ook de inheemse Evenken hier voldoende bestaansbasis te kunnen geven. In 1937 werd het nationaal district opgeheven en werd Kalar onderdeel van de oblast Tsjita. In 1938 werd het huidige district ingesteld.
In 1939 landde er een eerste vliegtuig, een Polikarpov Po-2. In 1947 werd een vliegveld aangelegd bij het dorp om het makkelijker te kunnen bevoorraden.
De omgeving van de Tsjaralaagte is rijk aan delfstoffen. Tussen 1948 en 1954 was een geologische expeditie gevestigd in Tsjara die onderzoek deed naar ertslagen in het Oedokangebergte en langs de rivieren Apsat, Soeloemat en Katoegin (aldaar werd het geologendorp Katoegino gesticht). Tussen 1971 en 1994 was het de uitvalsbasis van nieuwe geologische expedities voor het openstellen van de Oedokanmijn en in 1978 werden er spoorwegarbeiders gehuisvest voor de aanleg van de Spoorlijn Baikal-Amoer (BAM).
Met de aanleg van het BAM-traject Tajsjet-Sovjetskaja Gavan in de jaren 1970 en 1980 werd ook een station aangelegd bij het 12 kilometer zuidelijker gebouwde en modernere Novaja Tsjara, waarop het economisch zwaartepunt van het district steeds meer daarheen verplaatste. In 2020 leidde dit ertoe dat ook het bestuurlijk centrum van Tsjara naar Novaja Tsjara werd verplaatst.

## Economie en voorzieningen
Het dorp telt een aantal bedrijven in de landbouw, visserij en bosbouw.
In het dorp bevinden zich onder andere een middelbare school (sinds 1979), avondschool, kleuterschool, internaat (ook voor omliggende dorpen, zoals Sredny Kalar), sportschool, weeshuis, cultureel centrum (sinds 1957), bibliotheek, ziekenhuis (sinds 1938), postkantoor (bijkantoor), kerk (houten Maria Magagdalenakerk, sinds 2003) en een weerstation.

## Bevolkingsontwikkeling
| Demografische ontwikkeling van de plaats tussen 1939 en 2010 |
| ------------------------------------------------------------ |
|                                                              |
| ■ Volkstelling                                               |

Bestuurlijk centrum: Novaja Tsjara

Ikabja · Kjoest-Kemda · Koeanda · Neljaty · Oedokan · Tsjapo-Ologo · Tsjara